# За двома зайцями (балет)
«За двома зайцями» (балет) — балет на 2 дії Юрія Шевченка, ідея і лібрето Тетяни Андреєвої за мотивами однойменної п'єси Михайла Старицького.

## Сюжет
Цирульник Свирид Голохвастий, знаний в Києві боржник-пройдисвіт, впадає за замріяною красунею Галею та одночасно залицяється до бридкої, але закоханої в нього багатої Проні. Голохвастий спочатку отримує благословення матері Галі — Секлети, а потім — батьків Проні. Новина про заручини Голохвастого з Пронею миттєво поширюється Києвом і доходить до Секлети. На пишному весіллі Голохвастого і Проні з'являється Секлета і розповідає правду про пройдисвіта нареченого.

## Музика
Юрій Шевченко працював над музикою до балету майже рік. Він використовував мотиви з музики Вадима Гомоляки до фільму «За двома зайцями». Лейтмотивом балету, в якому звучать і кадриль, і танго, і народні мелодії, стали веселі куплети Голохвастого.
Юрій Шевченко так схарактеризував музику до балету:
|  | На перший погляд здається, що моя музика проста. Але був такий період, коли я не знав, як відтворити потрібну інтонацію… Музика мала бути легкою та іронічною. Не такою, знаєте, дурнуватою і веселою, а саме іронічною. А от як цього досягнути? Чи, наприклад, якими зробити фольклорні танці на ринку? Це ж міг бути такий собі ансамбль Вірського. А мені потрібно було, щоб воно було народне, але не зовсім… Я побачив іронічність у тому, що ти наче смієшся, музика немовби весела, та закінчується трохи сумно. Або вона сумна-сумна і навіть трагічна, а потім виявляється, що це жарт. Тільки-но ти повірив в одне, а тебе раз — і розвертає в інший бік. От такий я знайшов хід. |

## Прем'єра
Прем'єра балету відбулася у Національному академічному театрі опери та балету України ім. Т. Г. Шевченка (Національна опера України) 29 червня 2017 року. Прем'єрою балету було завершено 149-й театральний сезон.

### Постановники балету
- Балетмейстер-постановник — народний артист України Віктор Литвинов[3],
- диригент-постановник — народний артист України Володимир Кожухар[4],
- диригент — народний артист України Аллін Власенко[5],
- художник-постановник — Сергій Маслобойщиков[6],
- художник костюмів — Ганна Іпатьєва.[7]

### Виконавці головних партій
У прем'єрній виставі ролі виконували:
- Проня Прокопівна Сірко — заслужена артистка України Тетяна Андреєва,
- Галя — заслужена артистка України Тетяна Льозова [Архівовано 26 січня 2021 у Wayback Machine.]
- Секлета — Ксенія Іваненко [Архівовано 26 січня 2021 у Wayback Machine.],
- Свирид Петрович Голохвастий — Ярослав Ткачук [Архівовано 8 лютого 2021 у Wayback Machine.].

## Мистецтвознавці про виставу
Леся Олійник [Архівовано 1 липня 2020 у Wayback Machine.], заслужений діяч мистецтв України, доктор філософії мистецтва так охарактеризувала виставу:
|  | Юрій Валентинович (Шевченко) — блискучий мелодист, і кожна його робота має свій колорит. Успіх прем'єри балету „За двома зайцями“ багато в чому відбувся саме завдяки яскравій музиці, написаній Юрієм Шевченком. Мені здається, що саме нотна партитура надала поштовх хореографу Віктору Литвинову й сценографу Сергію Маслобойщикову створити оригінальну постановку, де відчувається колорит п'єси М. Старицького, якого було талановито „прочитано“ нашими сучасниками. Дуже тонко розставлені всі акценти оркестрантами театру під орудою диригента Володимира Кожухаря. Саме музика — гротескова, яскрава, фантазійна і колажева, з використанням знайомих й улюблених мелодій, давала танцівникам широке поле для розкриття колоритних образів цієї популярної історії. Думаю, що цей балет буде мати щасливу долю й стане однією з візитівок Національної опери України |

## Нагороди
У 2018 році балет Ю. Шевченка «За двома зайцями» був відзначений театральною премією «Київська пектораль» двічі: «За краще пластичне вирішення» ‑ балетмейстер-постановник Віктор Литвинов та «За кращу сценографію» ‑ художник-постановник Сергій Маслобойщиков.

## Подарунок композитору
6 вересня 2018 року Національна опера України імені Т. Г. Шевченка відзначила 65-річчя від дня народження заслуженого діяча мистецтв України Юрія Шевченка показом балету «За двома зайцями».